# Olympiad cờ vua online
Olympiad cờ vua online là một giải đấu cờ vua trực tuyến được Liên đoàn cờ vua thế giới (FIDE) tổ chức từ 25 tháng 7 đến 30 tháng 8 năm 2020. Có tổng cộng 163 quốc gia tham dự. Chủ tịch FIDE quyết định Nga và Ấn Độ cùng vô địch sau sự cố mạng ở trận thứ hai chung kết khiến các kỳ thủ Ấn Độ bị mất kết nối và hết thời gian.

## Bối cảnh
Trong hoàn cảnh đại dịch COVID-19 lan tràn, hàng loạt giải đấu cờ vua truyền thống phải hủy hoặc hoãn. Olympiad cờ vua lần thứ 44 theo kế hoạch được tổ chức vào tháng 8 năm 2020, nhưng do dịch bệnh nên phải hoãn sang năm 2021. Vì vậy FIDE đã quyết định tổ chức một giải đấu trực tuyến vào cùng thời gian để thay thế cho giải đấu đồng đội lớn nhất thế giới này. Giải đấu có tên Olympiad cờ vua online.

## Thể thức

### Cấu trúc đội tuyển và thời gian
Giải đấu theo thể thức đồng đội. Mỗi trận đấu đội tuyển đưa ra 6 kỳ thủ, trong đó có ít nhất 2 kỳ thủ nữ, 1 kỳ thủ trẻ không quá 20 tuổi (U20) và 1 kỳ thủ nữ trẻ U20. Khác với Olympiad truyền thống, mỗi liên đoàn thành viên có thể cử hai đội tuyển nam nữ, mỗi trận đấu có 4 kỳ thủ, gồm những kỳ thủ xuất sắc nhất không phân biệt tuổi tác, giải đấu này là sự kết hợp của kỳ thủ bình thường và kỳ thủ trẻ. Mỗi đội tuyển có thể gồm tối đa 12 kỳ thủ gồm 6 chính thức và 6 dự bị.
Giải đấu theo thể thức cờ nhanh, mỗi ván đấu là 15 phút + 5 giây lũy tiến. Điều này cũng khác với Olympiad truyền thống là thi đấu cờ tiêu chuẩn. Điểm số mỗi trận đấu tính theo 6 bàn, thắng (từ 3,5 điểm ván trở lên) được 2 điểm, hòa (3 điểm ván) được 1 điểm và thua (2,5 điểm ván trở xuống) được 0 điểm. Giải thi đấu trên nền tảng chess.com, một trong những trang web chơi cờ trực tuyến hàng đầu thế giới.

### Các hạng đấu
Nếu như Olympiad truyền thống tất cả các đội tuyển đánh cùng nhau theo hệ Thụy Sĩ, giải đấu này thi đấu phân theo hạng. Có tất cả năm hạng đấu: từ hạng cơ sở (hạng thấp nhất), hạng 4, 3, 2 và hạng cao nhất. Thứ hạng các đội tuyển dùng để phân hạng được tính theo kết quả của Cúp Gaprindashvili tại Olympiad cờ vua lần thứ 43, tức tổng điểm của hai đội tuyển nam và nữ tại Olympiad cờ vua năm 2018.
Với 163 đội tuyển đăng ký tham dự, sự phân hạng được sắp xếp như sau:
Vòng đánh theo hạng
Hạng cơ sở gồm 30 đội tuyển có thứ hạng thấp nhất, chia làm 3 bảng, mỗi bảng 10 đội thi đấu vòng tròn một lượt. Ở mỗi bảng chọn 4 đội đứng đầu thăng lên hạng 4.
Hạng 4 gồm 38 đội tuyển có thứ hạng cao hơn hạng cơ sở, cùng 12 đội tuyển từ hạng cơ sở thăng hạng, tổng cộng 50 đội, chia thành 5 bảng, mỗi bảng 10 đội. Mỗi bảng chọn 3 đội đứng đầu thăng hạng 3.
Hạng 3 và hạng 2 mỗi hạng gồm 35 đội, cùng 15 đội thăng lên từ hạng dưới, tổng cộng 50 đội, chia thành 5 bảng, mỗi bảng 10 đội. Mỗi bảng chọn 3 đội đứng đầu thăng hạng trên.
Hạng cao nhất gồm 5 đội tuyển đứng đầu Cúp Gaprindashvili, cùng 20 đội được đề cử từ 4 châu lục (Âu, Á/Đại Dương, Mỹ và Phi), mỗi châu lục 5 đội. 25 đội này cùng 15 đội thăng từ hạng 2 tổng cộng 40 đội, chia thành 4 bảng, mỗi bảng 10 đội. Mỗi bảng chọn 3 đội đứng đầu vào vòng loại trực tiếp.
Các đội cùng bảng ở hạng dưới khi được thăng hạng sẽ thường được xếp khác bảng ở hạng trên. Các đội vô địch bảng đấu hạng dưới sẽ không cùng bảng ở hạng trên (trừ hạng 2 có 5 đội lên hạng cao nhất có 4 bảng).
Vòng loại trực tiếp
Ở vòng loại trực tiếp, 4 đội đầu bảng được vào thẳng tứ kết. 8 đội hạng nhì và hạng ba đấu với nhau ở vòng đấu tiền tứ kết. 4 đội thắng vòng tiền tứ kết vào tứ kết
Các vòng đấu tứ kết, bán kết và chung kết tiếp tục thi đấu theo thể thức loại trực tiếp.

## Các sự cố
Đây là giải đấu online nên điều quan trọng nhất là chống gian lận, vì sức tính toán của các phần mềm hàng đầu đã vượt xa con người trong môn cờ vua. Mặc dù các kỳ thủ tham dự phải quay trực tiếp địa điểm thi đấu của mình, họ vẫn có thể bí mật sử dụng sự trợ giúp của phần mềm. Ban tổ chức sử dụng một hệ thống chống gian lận tự động, ngoài ra còn đánh giá những ván đấu của các kỳ thủ có hiệu suất thi đấu cao bất ngờ, vượt hơn nhiều Elo của họ. Hai hạng đầu tiên đã có 4 kỳ thủ của Mali, Hồng Kông, Brunei và Nicaragua bị loại vì gian lận. Ở hạng 3 có thêm hai kỳ thủ của Hàn Quốc, Bồ Đào Nha bị loại. Các kỳ thủ gian lận chỉ bị phạt ở mức độ cá nhân là không được phép tiếp tục tham gia giải, các ván đấu bị xử thua toàn bộ. Đội tuyển của họ không bị loại, chỉ bị mất điểm nếu kết quả của họ ảnh hưởng đến kết quả chung cuộc. Vì vậy Hồng Kông và Bồ Đào Nha vẫn thăng hạng dù có kỳ thủ bị loại.
Sau khi từ hạng 4 thăng hạng 3, đội Nigeria bỏ giải vì bất đồng giữa kỳ thủ với liên đoàn. Đội Angola gặp trục trặc về đường truyền Internet nên ngoài trận thắng Nigeria (bỏ cuộc), họ chỉ có thêm được một trận hòa, thua tất cả các trận còn lại.
Tại tứ kết, ở cặp đấu Ấn Độ gặp Armenia, tại trận thứ nhất, khi tỉ số đang hòa 2,5–2,5 và còn một bàn nam trẻ thi đấu, kỳ thủ Armenia đứt kết nối và hết giờ, bị xử thua. Bên Armenia cho rằng mạng của họ ổn định nên khiếu kiện, đề nghị được đấu tiếp với hình cờ và thời gian tại thời điểm rớt mạng. Đề nghị này không được ban tổ chức chấp nhận. Để phản đối, Armenia đã bỏ cuộc trận thứ hai và thua chung cuộc.
Tại chung kết giữa Nga và Ấn Độ, trận đầu tiên kết thúc với tỉ số 3–3. Ở trận đấu thứ hai, khi tỉ số đang là 2,5–1,5 nghiêng về Nga, hai bàn đấu trẻ của Ấn Độ mất kết nối và thua vì hết giờ. Ấn Độ nộp đơn khiếu kiện, cho rằng lỗi không phải ở mạng của họ. Sau khi xem xét, FIDE thấy nguyên nhân do Cloudflare, nền tảng mạng của chess.com, gặp trục trặc vào thời điểm đó. Chủ tịch FIDE quyết định trao huy chương vàng cho cả hai đội tuyển.

## Kết quả

### Hạng cơ sở
Hạng cơ sở thi đấu trong ba ngày 25 đến 27 tháng 7. 30 đội tuyển tham dự được phân chia theo khu vực địa lý để tiện sắp xếp thời gian thi đấu.

#### Bảng A
Bảng A gồm 9 đội châu Á và 1 đội châu Phi.
- 4 đội giành quyền lên hạng 4:  Myanmar (18 điểm),  Brunei (16),  Pakistan (13) và  Oman (13)
- 6 đội bị loại:  Fiji,  Guam,  Lào,  Macau,  Bhutan và  Somalia.

#### Bảng B
Bảng B gồm 3 đội châu Á, 6 đội châu Phi và 1 đội châu Âu.
- 4 đội giành quyền lên hạng 4:  Liban (18 điểm),  Qatar (15),  Bahrain (14) và  Liberia (10)
- 6 đội bị loại:  Burundi,  Gambia,  Gabon,  Mali,  CHDC Congo và  San Marino.

#### Bảng C
Bảng C gồm 3 đội châu Phi, 6 đội châu Mỹ và 1 đội châu Âu.
- 4 đội giành quyền lên hạng 4:  Síp (18 điểm),  Aruba (15),  Haiti (12) và  Mauritanie (10)
- 6 đội bị loại:  Libya,  Saint Lucia,  Cabo Verde,  Quần đảo Cayman,  Antigua & Barbuda và  Grenada.

### Hạng 4
Hạng 4 thi đấu trong ba ngày 31 tháng 7, 1 và 2 tháng 8. Như hạng cơ sở, 50 đội tuyển tham dự được phân chia theo khu vực địa lý để tiện sắp xếp thời gian thi đấu.

#### Bảng A
Bảng A gồm 8 đội châu Á và 2 đội châu Phi:
- 3 đội giành quyền lên hạng 3:  Thái Lan (15 điểm),  Đài Bắc Trung Hoa (14) và  Hồng Kông (14)
- 7 đội bị loại:  Myanmar,    Nepal,  Kenya,  Brunei,  Bahrain,  Maldives và  Tanzania.

#### Bảng B
Bảng B gồm 4 đội châu Á, 4 đội châu Phi và 2 đội châu Âu:
- 3 đội giành quyền lên hạng 3:  Syria (16 điểm),  Malta (15) và  Mozambique (14)
- 7 đội bị loại:  Qatar,  Síp,  Namibia,  Uganda,  Pakistan,  Kuwait và  Rwanda.

#### Bảng C
Bảng C gồm 8 đội châu Phi và 2 đội châu Á:
- 3 đội giành quyền lên hạng 3:  Mauritanie (17 điểm),  Liban (16) và  Nigeria (15)
- 7 đội bị loại:  Ethiopia,  Sudan,  Lesotho,  Malawi,  Cameroon,  Oman và  Eswatini.

#### Bảng D
Bảng D gồm 5 đội châu Mỹ, 4 đội châu Phi và 1 đội châu Á:
- 3 đội giành quyền lên hạng 3:  Angola (18 điểm),  Suriname (16) và  Puerto Rico (14)
- 7 đội bị loại:  Palestine,  Antille thuộc Hà Lan,  Haiti,  Ghana,  Sénégal,  Togo và  Liberia.

#### Bảng E
Bảng E gồm 8 đội châu Mỹ và 2 đội châu Phi:
- 3 đội giành quyền lên hạng 3:  Nicaragua (17 điểm),  Honduras (15) và  Jamaica (14)
- 7 đội bị loại:  Trinidad & Tobago,  Aruba,  Guyana,  Bermuda,  São Tomé và Príncipe,  Bahamas và  Sierra Leone.

### Hạng 3
Hạng 3 thi đấu trong ba ngày 7 đến 9 tháng 8.

#### Bảng A
Bảng A gồm 7 đội châu Á / châu Đại Dương và 3 đội châu Âu:
- 3 đội giành quyền lên hạng 2:  Singapore (16 điểm),  Ireland (13) và  Albania (13)
- 7 đội bị loại:  Malaysia,  Monaco,  Syria,  New Zealand,  Nhật Bản,  Hồng Kông và  Hàn Quốc.

#### Bảng B
Bảng B gồm 4 đội châu Á, 3 đội châu Phi, 2 đội châu Âu và 1 đội đặc biệt:
- 3 đội giành quyền lên hạng 2:  Bồ Đào Nha (15 điểm), Người khuyết tật (14) và  Scotland (14)
- 7 đội bị loại:  Tajikistan,  Sri Lanka,  UAE,  Botswana,  Đài Bắc Trung Hoa,  Angola và  Nigeria.

#### Bảng C
Bảng C gồm 4 đội châu Á, 4 đội châu Âu và 2 đội châu Phi:
- 3 đội giành quyền lên hạng 2:  Bỉ (17 điểm),  Jordan (13) và  Thái Lan (11)
- 7 đội bị loại:  Zambia,  Kosovo,  Malta,  Wales,  Liban,  Iraq và  Madagascar.

#### Bảng D
Bảng D gồm 6 đội châu Mỹ, 3 đội châu Phi và 1 đội châu Âu:
- 3 đội giành quyền lên hạng 2:  Chile (16 điểm),  Bolivia (14) và  Đan Mạch (13)
- 7 đội bị loại:  Venezuela,  Uruguay,  Jamaica,  Tunisia,  Puerto Rico,  Mauritanie và  Mozambique.

#### Bảng E
Bảng E gồm 10 đội châu Mỹ:
- 3 đội giành quyền lên hạng 2:  México (15 điểm),  Costa Rica (14) và  Guatemala (12)
- 7 đội bị loại:  Panama,  Cộng hòa Dominica,  El Salvador,  Barbados,  Nicaragua,  Honduras và  Suriname.

### Hạng 2
Hạng 2 thi đấu trong ba ngày 14 đến 16 tháng 8.

#### Bảng A
Bảng A gồm 6 đội châu Á / châu Đại Dương và 4 đội châu Âu:
- 3 đội giành quyền lên hạng cao nhất:  Bulgaria (18 điểm),  Đức (15) và  Indonesia (12)
- 7 đội bị loại:  Úc,  Philippines,  Belarus,  Bỉ,  Turkmenistan,  Bangladesh và  Kyrgyzstan.

#### Bảng B
Bảng B gồm 7 đội châu Âu, 2 đội châu Á và 1 đội đặc biệt:
- 3 đội giành quyền lên hạng cao nhất:  Hy Lạp (16 điểm),  Romania (13) và  Slovakia (13)
- 7 đội bị loại:  Moldova,  Israel,  Latvia,  Singapore,  Áo,Người khuyết tật và  Thái Lan.

#### Bảng C
Bảng C gồm 9 đội châu Âu và 1 đội châu Á:
- 3 đội giành quyền lên hạng cao nhất:  Tây Ban Nha (15 điểm),  Hà Lan (14) và  Ý (14)
- 7 đội bị loại:  Thụy Sĩ,  Slovenia,  Bắc Macedonia,  Albania,  Bồ Đào Nha,  Jordan và  Estonia.

#### Bảng D
Bảng D gồm 8 đội châu Âu và 2 đội châu Mỹ:
- 3 đội giành quyền lên hạng cao nhất:  Thổ Nhĩ Kỳ (17 điểm),  Croatia (14) và  Na Uy (13)
- 7 đội bị loại:  Serbia,  Thụy Điển,  Iceland,  Đan Mạch,  Ireland,  Guatemala và  Chile.

#### Bảng E
Bảng E gồm 6 đội châu Mỹ và 4 đội châu Âu:
- 3 đội giành quyền lên hạng cao nhất:  Hungary (16 điểm),  Anh (16) và  Argentina (12)
- 7 đội bị loại:  Colombia,  Ecuador,  México,  Bolivia,  Costa Rica,  Montenegro và  Scotland.

### Hạng cao nhất
Hạng cao nhất thi đấu trong ba ngày 21 đến 23 tháng 8.
| Chú thích màu trong bảng | Chú thích màu trong bảng                     |
| ------------------------ | -------------------------------------------- |
|                          | Đội nhất bảng, vào thẳng tứ kết              |
|                          | Đội nhì và ba bảng, vào đấu vòng tiền tứ kết |

#### Bảng A
Bảng A gồm 7 đội châu Á, 2 đội châu Âu và 1 đội châu Phi:
| TT | Đội        | Trận | Thắng | Hòa | Thua | Điểm | Điểm ván |
| -- | ---------- | ---- | ----- | --- | ---- | ---- | -------- |
| 1  | Ấn Độ      | 9    | 8     | 1   | 0    | 17   | 39,5     |
| 2  | Trung Quốc | 9    | 8     | 0   | 1    | 16   | 39       |
| 3  | Đức        | 9    | 5     | 1   | 3    | 11   | 28,5     |
| 4  | Iran       | 9    | 4     | 1   | 4    | 9    | 30       |
| 5  | Mông Cổ    | 9    | 3     | 2   | 4    | 8    | 27,5     |
| 6  | Gruzia     | 9    | 3     | 2   | 4    | 8    | 27,5     |
| 7  | Indonesia  | 9    | 3     | 2   | 4    | 8    | 27       |
| 8  | Uzbekistan | 9    | 3     | 1   | 5    | 7    | 22,5     |
| 9  | Việt Nam   | 9    | 3     | 0   | 6    | 6    | 27       |
| 10 | Zimbabwe   | 9    | 0     | 0   | 9    | 0    | 1,5      |

#### Bảng B
Bảng B gồm 9 đội châu Âu và 1 đội châu Á:
| TT | Đội         | Trận | Thắng | Hòa | Thua | Điểm | Điểm ván |
| -- | ----------- | ---- | ----- | --- | ---- | ---- | -------- |
| 1  | Azerbaijan  | 9    | 7     | 0   | 2    | 14   | 37       |
| 2  | Hungary     | 9    | 7     | 0   | 2    | 14   | 32       |
| 3  | Ukraina     | 9    | 6     | 1   | 2    | 13   | 35,5     |
| 4  | Kazakhstan  | 9    | 6     | 1   | 2    | 13   | 34       |
| 5  | Tây Ban Nha | 9    | 6     | 1   | 2    | 13   | 33,5     |
| 6  | Hà Lan      | 9    | 4     | 1   | 4    | 9    | 29       |
| 7  | Slovakia    | 9    | 4     | 0   | 5    | 8    | 23,5     |
| 8  | Pháp        | 9    | 2     | 0   | 7    | 4    | 20       |
| 9  | Na Uy       | 9    | 1     | 0   | 8    | 2    | 17       |
| 10 | Nam Phi     | 9    | 0     | 0   | 9    | 0    | 8,5      |

#### Bảng C
Bảng C gồm 7 đội châu Âu và 3 đội châu Phi:
| TT | Đội        | Trận | Thắng | Hòa | Thua | Điểm | Điểm ván |
| -- | ---------- | ---- | ----- | --- | ---- | ---- | -------- |
| 1  | Nga        | 9    | 9     | 0   | 0    | 18   | 43,5     |
| 2  | Bulgaria   | 9    | 5     | 3   | 1    | 13   | 34,5     |
| 3  | Armenia    | 9    | 6     | 0   | 3    | 12   | 37,5     |
| 4  | Romania    | 9    | 6     | 0   | 3    | 12   | 33       |
| 5  | Croatia    | 9    | 5     | 1   | 3    | 11   | 33,5     |
| 6  | Anh        | 9    | 5     | 0   | 4    | 10   | 25       |
| 7  | Thổ Nhĩ Kỳ | 9    | 3     | 1   | 5    | 7    | 25,5     |
| 8  | Ai Cập     | 9    | 2     | 1   | 6    | 5    | 21       |
| 9  | Maroc      | 9    | 1     | 0   | 8    | 2    | 9,5      |
| 10 | Algérie    | 9    | 0     | 0   | 9    | 0    | 6        |

#### Bảng D
Bảng D gồm 7 đội châu Mỹ và 3 đội châu Âu:
| TT | Đội       | Trận | Thắng | Hòa | Thua | Điểm | Điểm ván |
| -- | --------- | ---- | ----- | --- | ---- | ---- | -------- |
| 1  | Mỹ        | 9    | 7     | 1   | 1    | 15   | 39,5     |
| 2  | Hy Lạp    | 9    | 7     | 1   | 1    | 15   | 32       |
| 3  | Ba Lan    | 9    | 6     | 1   | 2    | 13   | 33       |
| 4  | Peru      | 9    | 5     | 2   | 2    | 12   | 32,5     |
| 5  | Ý         | 9    | 5     | 0   | 4    | 10   | 29,5     |
| 6  | Canada    | 9    | 3     | 1   | 5    | 7    | 21,5     |
| 7  | Brasil    | 9    | 2     | 1   | 6    | 5    | 21,5     |
| 8  | Argentina | 9    | 1     | 3   | 5    | 5    | 21,5     |
| 9  | Cuba      | 9    | 2     | 1   | 6    | 5    | 20,5     |
| 10 | Paraguay  | 9    | 0     | 3   | 6    | 3    | 18,5     |

### Vòng loại trực tiếp
Vòng loại trực tiếp diễn ra từ 27 đến 30 tháng 8, gồm 4 vòng đấu: tiền tứ kết, tứ kết, bán kết và chung kết. Mỗi cặp đấu gồm 2 trận đấu. Nếu tỉ số hòa sau hai trận đấu thì sẽ có một ván cờ Armageddon bốc thăm ngẫu nhiên bàn đấu (nam, nữ, nam trẻ hoặc nữ trẻ). Bên đi trước có 5 phút còn bên đi sau có 4 phút, nếu hòa thì bên đi sau thắng chung cuộc. Kết cục Nga và Ấn Độ đồng vô địch sau khi hòa trận thứ nhất và trận thứ hai gặp trục trặc ở chung kết.
|  | Tiền tứ kết | Tiền tứ kết | Tiền tứ kết | Tiền tứ kết | Tiền tứ kết |  |  | Tứ kết | Tứ kết     | Tứ kết | Tứ kết | Tứ kết |    |       | Bán kết | Bán kết | Bán kết | Bán kết | Bán kết |  |    | Chung kết | Chung kết | Chung kết | Chung kết | Chung kết |
|  |             |             |             |             |             |  |  |        |            |        |        |        |    |       |         |         |         |         |         |  |    |           |           |           |           |           |
|  |             |             |             |             |             |  |  | A1     | Ấn Độ      | 3½     | +      |        |    |       |         |         |         |         |         |  |    |           |           |           |           |           |
|  |             |             |             |             |             |  |  | A1     | Ấn Độ      | 3½     | +      |        |    |       |         |         |         |         |         |  |    |           |           |           |           |           |
|  |             |             |             |             |             |  |  | C3     | Armenia    | 2½     | -      |        |    |       |         |         |         |         |         |  |    |           |           |           |           |           |
|  | D2          | Hy Lạp      | 1½          | 2½          |             |  |  | C3     | Armenia    | 2½     | -      |        |    |       |         |         |         |         |         |  |    |           |           |           |           |           |
|  | D2          | Hy Lạp      | 1½          | 2½          |             |  |  |        |            |        |        |        |    |       |         |         |         |         |         |  |    |           |           |           |           |           |
|  | C3          | Armenia     | 4½          | 3½          |             |  |  |        |            |        |        |        |    |       |         |         |         |         |         |  |    |           |           |           |           |           |
|  | C3          | Armenia     | 4½          | 3½          |             |  |  |        |            |        |        |        | A1 | Ấn Độ | 2       | 4½      | 1       |         |         |  |    |           |           |           |           |           |
|  |             |             |             |             |             |  |  |        |            |        |        |        | A1 | Ấn Độ | 2       | 4½      | 1       |         |         |  |    |           |           |           |           |           |
|  |             |             |             |             |             |  |  |        |            |        |        |        |    | D3    | Ba Lan  | 4       | 1½      | 0       |         |  |    |           |           |           |           |           |
|  |             |             |             |             |             |  |  |        |            |        |        |        |    | D3    | Ba Lan  | 4       | 1½      | 0       |         |  |    |           |           |           |           |           |
|  |             |             |             |             |             |  |  | B1     | Azerbaijan | 2      | 4½     | 0      |    |       |         |         |         |         |         |  |    |           |           |           |           |           |
|  |             |             |             |             |             |  |  | B1     | Azerbaijan | 2      | 4½     | 0      |    |       |         |         |         |         |         |  |    |           |           |           |           |           |
|  |             |             |             |             |             |  |  | D3     | Ba Lan     | 4      | 1½     | 1      |    |       |         |         |         |         |         |  |    |           |           |           |           |           |
|  | C2          | Bulgaria    | 2½          | 2           |             |  |  | D3     | Ba Lan     | 4      | 1½     | 1      |    |       |         |         |         |         |         |  |    |           |           |           |           |           |
|  | C2          | Bulgaria    | 2½          | 2           |             |  |  |        |            |        |        |        |    |       |         |         |         |         |         |  |    |           |           |           |           |           |
|  | D3          | Ba Lan      | 3½          | 4           |             |  |  |        |            |        |        |        |    |       |         |         |         |         |         |  |    |           |           |           |           |           |
|  | D3          | Ba Lan      | 3½          | 4           |             |  |  |        |            |        |        |        |    |       |         |         |         |         |         |  | A1 | Ấn Độ     | 3         | +         |           |           |
|  |             |             |             |             |             |  |  |        |            |        |        |        |    |       |         |         |         |         |         |  | A1 | Ấn Độ     | 3         | +         |           |           |
|  |             |             |             |             |             |  |  |        |            |        |        |        |    |       |         |         |         |         |         |  |    | C1        | Nga       | 3         | +         |           |
|  |             |             |             |             |             |  |  | C1     | Nga        | 5      | 3      |        |    |       |         |         |         |         |         |  |    | C1        | Nga       | 3         | +         |           |
|  |             |             |             |             |             |  |  | C1     | Nga        | 5      | 3      |        |    |       |         |         |         |         |         |  |    |           |           |           |           |           |
|  |             |             |             |             |             |  |  | B2     | Hungary    | 1      | 3      |        |    |       |         |         |         |         |         |  |    |           |           |           |           |           |
|  | B2          | Hungary     | 3½          | 2½          | 1           |  |  | B2     | Hungary    | 1      | 3      |        |    |       |         |         |         |         |         |  |    |           |           |           |           |           |
|  | B2          | Hungary     | 3½          | 2½          | 1           |  |  |        |            |        |        |        |    |       |         |         |         |         |         |  |    |           |           |           |           |           |
|  | A3          | Đức         | 2½          | 3½          | 0           |  |  |        |            |        |        |        |    |       |         |         |         |         |         |  |    |           |           |           |           |           |
|  | A3          | Đức         | 2½          | 3½          | 0           |  |  |        |            |        |        |        |    | C1    | Nga     | 3½      | 3       |         |         |  |    |           |           |           |           |           |
|  |             |             |             |             |             |  |  |        |            |        |        |        |    | C1    | Nga     | 3½      | 3       |         |         |  |    |           |           |           |           |           |
|  |             |             |             |             |             |  |  |        |            |        |        |        |    | D1    | Mỹ      | 2½      | 3       |         |         |  |    |           |           |           |           |           |
|  |             |             |             |             |             |  |  |        |            |        |        |        |    | D1    | Mỹ      | 2½      | 3       |         |         |  |    |           |           |           |           |           |
|  |             |             |             |             |             |  |  | D1     | Mỹ         | 4½     | 4      |        |    |       |         |         |         |         |         |  |    |           |           |           |           |           |
|  |             |             |             |             |             |  |  | D1     | Mỹ         | 4½     | 4      |        |    |       |         |         |         |         |         |  |    |           |           |           |           |           |
|  |             |             |             |             |             |  |  | B3     | Ukraina    | 1½     | 2      |        |    |       |         |         |         |         |         |  |    |           |           |           |           |           |
|  | A2          | Trung Quốc  | 3           | 3           | 0           |  |  | B3     | Ukraina    | 1½     | 2      |        |    |       |         |         |         |         |         |  |    |           |           |           |           |           |
|  | A2          | Trung Quốc  | 3           | 3           | 0           |  |  |        |            |        |        |        |    |       |         |         |         |         |         |  |    |           |           |           |           |           |
|  | B3          | Ukraina     | 3           | 3           | 1           |  |  |        |            |        |        |        |    |       |         |         |         |         |         |  |    |           |           |           |           |           |